# 크리스 셔윈
크리스토퍼 M. 셔윈(Christopher M. Sherwin, 1962년 ~ 2017년 7월 18일)은 Somerset의 Lower Langford 에 있는 University of Bristol Veterinary School의 영국 수의과학자이자 선임 연구원이었다. 그는 인간과의 상호작용의 맥락에서 동물들의 행동에 대한 연구인 응용행동학을 전공했다.
Sherwin은 동물원, 농장 및 실험실에서 동물의 복지에 대한 연구, 특히 실험실 쥐의 행동에 대한 연구로 유명해졌다. 그는 국제응용행동학학회 의 동물윤리위원회를 창설하고 의장을 맡았으며, 2003년에는 윤리 지침의 주요 저자가 되었다. 그는 또한 동물행동연구협회 윤리위원회 간사를 역임했다. Bristol의 한 동료는 Sherwin을 "동물과 그들의 복지를 위한 충실한 옹호자"라고 설명했다. 2019년 RSPCA 는 사후에 Sherwin에게 특별 공로상을 수여했다. RSPCA의 연구 동물 부서 책임자에 따르면 Chris Sherwin의 작업은 야생 동물, 연구, 반려 동물 및 농장 동물을 다루는 모든 RSPCA 과학 부서에 영향을 미치고 지원했다.

## 어린 시절과 교육
Sherwin은 영국 브래드포드 에서 태어나 호주에서 몇 년간 지내다가 퍼스에 위치한 Murdoch University 에서 수의학 학사 학위를 받았다. 1987년에 그는 Murdoch University에서 Shading behavior in sheep: The impact of social and thermal factors 라는 논문으로 박사 학위를 취득했다.

## 직업

### 연구개요
Sherwin은 뉴사우스웨일즈주 아미데일 에 있는 뉴잉글랜드 대학교의 주니어 연구원이 되어 1990년에 영국으로 돌아가기 전에 돼지 꼬리의 전자 태그와 귀 손상에 대해 글을 썼다. 또한 같은 해에 그는 브리스톨 대학교 수의과 대학의 동물 복지 및 행동 그룹에 합류하여 산란계를 위한 강화 주택에 대해 연구했다. Sherwin은 2012년에 은퇴할 때까지 Bristol에서 근무했다. 그곳에서 20년을 보내는 동안, 그는 포획된 동물의 주거 및 사육을 개선하는 연구와 동물 사용을 위한 윤리적 지침을 개발하는 연구로 유명해졌다. 그는 상업 시설의 가금류, 실험실의 쥐, 동물원의 코끼리, 곤충 의식, 농장 동물의 행동을 기록하는 비디오 사용을 연구했다.

### 가금류 및 실험실 조류
Sherwin의 연구는 농장과 실험실에서 조류의 행동을 조사하는 것을 포함했다. 그는 육류 및 달걀 생산에 사용되는 가금류 용 축사에 대한 글을 작성했다. 1998년과 2001년 사이에 그는 칠면조에 관한 11개의 논문을 발표했는데 여기에는 조명이 칠면조의 복지에 미치는 영향을 조사하는 내용이 포함되어 있다. 그의 연구에 따르면 칠면조는 상업 시설의 조명보다 더 밝은 조명을 선호한다. 2000년대 초, 그는 실험 및 기타 과학적 목적으로 사용되는 척추동물 보호를 위한 유럽 협약에 대한 새 규정을 작성한 유럽 위원회의 새 작업 그룹의 회원이었다. 2009년 RSPCA 의 "Freedom Food" 라벨에 대한 연구에서 그는 달걀에 사용되는 암탉의 사육 밀도를 조사한 Bristol University의 팀을 이끌었다. 2010년 Sherwin은 유럽 연합에서 금지된 유형의 우리에 갇힌 암탉의 뼈가 부러지는 빈도가 높다는 사실을 발견했다.

### 동물원의 코끼리
2005년부터 2007년까지 Sherwin은 포획 된 코끼리에 관한 보고서를 작성하기 위해 환경, 식품 및 농촌 문제부 (Defra), RSPCA, BIAZA 및 IFAW 가 자금을 지원하는 팀의 일원이었다. 영국 동물원의 코끼리 복지, 주택 및 축산(2008), 약 77 마리의 코끼리가 13 개의 영국 동물원에 보관되었다. Sherwin은 BBC에 코끼리의 거의 절반이 서성거리고, 걸음을 되돌리고, 반복적으로 코를 흔드는 등 야생에서 볼 수 없는 행동을 했다고 말했다. 보고서에 따르면 팀이 조사한 코끼리의 38%는 낮 동안 1% 이상의 이러한 고정관념 을 수행했고 거의 절반은 밤에 이러한 행동을 했다. 24시간 동안 한 마리의 코끼리가 그 시간의 60퍼센트 이상을 고정관념을 가지고 있었다. Sherwin의 관점에서 코끼리는 올바른 수용과 보살핌을 통해 동물원에서 사육될 수 있지만, 그 당시에 본 숫자에서는 그렇지 않다.

### 무척추 동물의 고통
Sherwin의 또 다른 연구 관심사는 무척추동물 행동의 복잡성과 고통을 견디는 능력이었다. 그는 2009년 디스커버리 뉴스와의 인터뷰에서 무척추 동물이 고통을 경험하는지 여부는 동물을 보호하고 동물 사용을 규제하는 법률의 "기본"이라고 말했다. Sherwin의 동료인 Mike Mendl은 Sherwin이 곤충의 감정과 의식에 대한 관심을 10년 이상 예상했다고 썼다. Jonathan Balcombe 에 따르면 Sherwin은 이러한 곤충을 "척추가 없고 미리 프로그래밍된 자동 장치"으로 보는 전통적인 관점에 이의를 제기했다.

Sherwin은 곤충들이 선호하는 습성과 기억을 가지고 있으며, "부정적인 정신 상태"로서 고통을 경험할 수 있다고 추론했다. 곤충이 신경계가 다르고 척추동물과 통증을 다르게 인식할 수 있다고 해서 의식이 부족하다는 것은 아니다. 2001년 그가 동물이 고통을 겪을 수 있는지 여부를 결정할 때, 우리는 진화론적으로 고등 동물의 반응과 비교하여 무척추동물이 "종종 척추동물과 놀라울 정도로 유사한 방식으로 행동 한다 "는 사실을 발견했다고 썼다. 그는 2000년 회의에서 다음과 같이 말했다.
만약 침팬지가 전기 충격을 받은 후 손을 떼면, 우리는 그녀가 아마도 우리가 고통이라고 부르는 것과 유사한 주관적인 경험을 느꼈을 것이라고 말한다. 그러나 법률에 의해 보호되지 않는 바퀴벌레, 민달팽이, 달팽이도 같은 방식으로 반응했으며, 파리에 대한 테스트에서는 그들이 냄새를 전기 충격을 받는 것과 연관시킬 수 있다는 것을 보여주었다. 침팬지라면 고통을 느낀다고 하고, 파리의 경우 고통을 느끼지 않는다고 한다. 왜일까?

### 실험실 쥐
Sherwin의 가장 영향력 있는 연구는 실험용 쥐의 행동과 복지에 관한 것이었다. 1998년에 발표된 많이 인용되는 한 연구 에서, 그는 문을 열기 위해 레버를 눌러 5마리의 쥐가 우리를 떠날 수 있도록 하는 장치를 만들었다. 시간이 지남에 따라 그들은 접근 권한을 얻기 위해 더 자주, 최대 80번까지 레버를 눌러야 했다. 세 가지 옵션 중에서 루프가 가장 선호도가 낮았고 휠은 "액세스 비용 증가로 인한 영향을 가장 적게 받았다". 그 연구 결과로 Sherwin은 2001년 UFAW( Universities Federation for Animal Welfare ) Hume Research Fellowship을 수상했다.
그는 실험실 케이지 설계에 대한 광범위한 연구를 계속하여 일반 케이지에 보관된 쥐들이 둥지 물질, 둥지 상자, 그리고 굴을 파고 다른 쥐들과 함께 있을 수 있는 러닝 휠이 있는 더 큰 케이지에 보관된 쥐들보다 더 많은 불안 완화 약물을 마시는 것을 선택했다는 것을 보여주었다. 그는 쥐들이 레버를 열도록 훈련시켜 더 많은 공간을 가진 우리에 접근하도록 했고, 레버를 누르는 빈도를 다양하게 했고, 더 많은 공간이 그들이 기꺼이 일할 수 있는 것이라는 것을 발견했다. 그는 우리 색깔이 몸무게를 포함한 쥐의 복지에 영향을 미친다는 것을 발견했다. 쥐는 흰색 우리를 가장 좋아하고 빨간색 우리를 가장 싫어했다. 른 연구에서, 그는 쥐가 굴을 파는 행동을 할 필요가 있다는 것을 증명했다. 실험실 쥐들은 그들이 이미 만들어진 굴을 공급받았는지 여부에 관계없이 같은 시간을 굴을 파는데 보냈다. 셔윈은 실험의 초기 부분에서 같은 쥐가 만든 굴을 사용했고, 따라서 이 쥐가 단지 이미 만들어진 굴이 부적절했기 때문에 계속 굴을 파고 있었다는 주장을 제기했다.

### 주택 및 축산
Sherwin은 2004년에 표준 주거와 보살핌을 받는 실험실의 동물들의 행동과 건강이 종종 비정상적이며, 이는 동물로부터 얻은 데이터의 가치를 감소시킬 수 있다고 글을 썼다. RSPCA는 기업의 사회적 책임과 " 3R "에 대해 논의한 소책자에서 그의 논문을 인용했다. 2007년, 그는 Nature에 보낸 편지에서 우리의 크기와 바닥과 같은 요소가 신진대사, 온도, 혈압 및 먹이 행동에 영향을 미칠 수 있기 때문에 출판된 논문에 실험실 동물의 취급 및 수용에 대한 세부 정보를 포함하는 것이 좋은 과학이라고 주장했다.

### 기타 작업
1998년부터 2001년까지 Sherwin은 국제응용동물행동학학회(ISAE) 이사회에 재직했다. 그는 이후에 ISAE의 동물 윤리 위원회의 의장을 맡았고, 2003년에는 ISAE의 윤리 지침의 주요 저자였되었다. 2006년에 그는 브리스톨에서 열린 제40차 ISAE 국제 회의의 주최자였다. 그는 또한 동물 행동 연구 협회 윤리 위원회의 간사를 역임했으며 Animal Sentience 저널의 편집 위원 일을 맡았다. 그는 영국 수의학 협회 의 동물 복지 재단, FRAME, RSPCA 및 UFAW 가 설립한 JWGR(Joint Working Group on Refinement)의 일원으로 2001년 실험실 조류에 대한 보고서를 작성했다.
2005년에 그는 유럽 식품 안전청 (EFSA) 실험 동물 작업반에 참여했다. Donald Broom 이 이끄는 Sherwin의 팀은 무척추 동물과 동물 태아의 보호를 다루었다. 이 평가는 2005년 11월 EFSA의 동물 건강 및 복지 패널에서 채택되었으며, 동일한 종의 신생아에게 통증을 유발하는 절차를 위해 동물 태아에게 마취 및 진통제 를 투여해야 한다고 결정했다.
은퇴 후 Sherwin은 Wikipedia의 편집자가 되어 거의 50개의 기사를 썼다.

## 선정 작품
Sherwin은 다음을 포함하여 62개 이상의 작품을 출판했다.

## 내용주
1. ↑  Sherwin (Nature, 2007년 7월 19일): "Cage size can influence metabolism, baseline rectal temperature, the fever response, feeding behaviour and behavioural responses in predator–prey interactions. The type of flooring in a cage can affect blood pressure, heart rate and body temperature. Other factors that influence physiology and behaviour include housing laboratory mice as singletons or pairs, the complexity of the cage and the extent to which animals are handled."[43]